# Cyperus confertus
Cyperus confertus är en halvgräsart som beskrevs av Olof Swartz. Cyperus confertus ingår i släktet papyrusar, och familjen halvgräs. Inga underarter finns listade i Catalogue of Life.